# コーマス級コルベット
コーマス級コルベット（英語: Comus-class corvette）は、イギリス海軍のコルベットの艦級。その後、1878年に既存のコルベットは一括して3等巡洋艦に類別変更された。

## 来歴
アメリカ海軍が高速の「ワンパノアグ」を建造したことを受けて、イギリス海軍も、「インコンスタント」を端緒として、1869年から1876年にかけて3隻のフリゲートを竣工させた。当時、まだ艦種呼称として採用されてはいなかったものの、後顧的には、イギリス巡洋艦の嚆矢として評価されている。
その後、1879年には、これらを小型化するかたちで設計されたアイリス級2隻が相次いで竣工した。そしてこれらに続いて、より在来型に近い巡洋艦としてナサニエル・バーナビーによって設計されたのが本級である。1876年6月6日、第三海軍卿は設計を承認し、1876-77年度計画で5隻、1878-79年度計画で1隻、1879-80年度計画で2隻が建造された、更に1881-82年度計画では、発展型のカリプソ級2隻が追加された。

## 設計

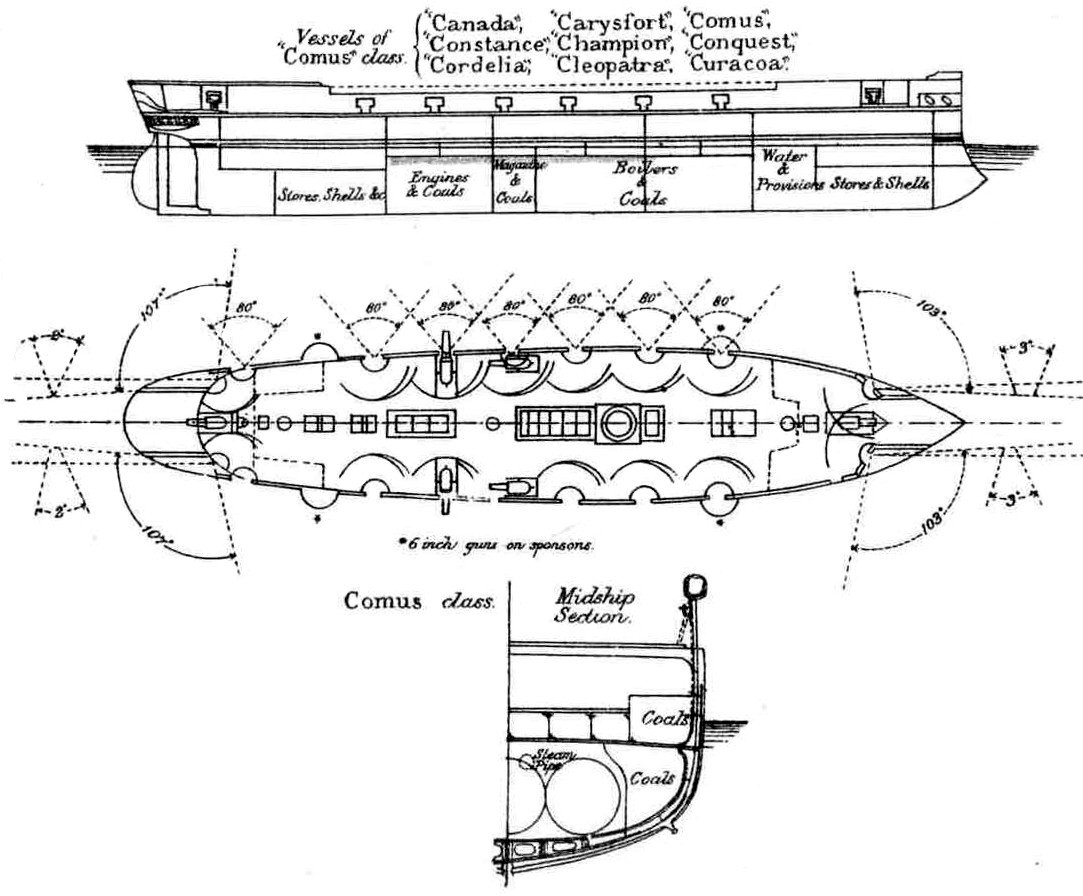
艦内の概略配置図。

設計面では、先行するオパール級の発展型とされた。1876年の時点では、肋骨構造の変更と燃料搭載量の増大のみを図る予定だったが、その後、装甲防御の追加が決定された。これは機関部と弾薬庫の上方に相当する部分について、水線下2.5–3.5インチ (6.4–8.9 cm)の位置に1.5インチ (3.8 cm)厚の装甲を付加するものであった。これにより、アイリス級より更に一歩進んで、ヴィクトリア朝の鋼製巡洋艦への先駆者として評価されている。
防護甲板を艦の前後に全通させることも検討されたものの、84トンの重量増になり、兵装の削減が必要になると考えられたことから、断念された。水線装甲はなく、舷側防御は炭庫に頼っているが、炭庫のなかで砲弾が爆発した場合にどうなるかは未検証であった。
本級は、3,000トン未満で金属製船体を備えた最初の巡洋艦となった。船体の水線以下には木板を張った上に銅板で覆っていた。また同時に、完全なシップ型帆装を備えた最後のイギリス巡洋艦でもあった。エルダー社で建造された6隻はシップ型帆装と3気筒（高圧1気筒＋低圧2気筒）の複式機関を備えた。一方、王立造船所 (Royal Navy Dockyard) で建造された艦は、バーク型帆装と4気筒（高圧2気筒＋低圧2気筒）の複式機関を備えた。ボイラーは6缶を搭載した。
なお、オパール級よりも船体が大型化しているが、機関出力も強化されており、13ノット台の速力は確保した。ただしその後、イギリス巡洋艦が高速化を図っていったことから、本級は最後の低速巡洋艦のひとつともなった。

## 装備
当初設計での艦砲装備は、砲甲板に16cm前装施条砲（MLR 64ポンド砲Mk.III）12門を備える点ではオパール級と同様だが、スポンソンの砲は、同級では64ポンド砲2門だったのに対し、本級では18cm前装施条砲（RML 7インチ砲）2門に強化されることになっていた。
1879-80年度計画艦が建造されるまでに、イギリス海軍は前装砲を廃し、新しい後装砲の採用へと舵を切っていた。「コーマス」は当初計画通りの装備で竣工したものの、1884年には、スポンソンの追撃砲 (Chase gun) にかえて25.5口径15.2cm砲（BL 6インチ砲Mk.II）4門を搭載した。また1895年にはMLR 64ポンド砲を廃止して、15.2cm砲を10門に増備した。「チャンピオン」では舷側の砲を25.5口径15.2cm砲（BL 6インチ砲Mk.III）4門と25口径12.7cm砲（BL 5インチ砲Mk.III）8門に換装するとともに、40口径4.7cm砲（QF 3ポンド砲）4門、機砲2門、機銃6挺、魚雷発射筺2基を備えた。その他の艦も、下記のように換装した。
- クレオパトラ - 12.7cm砲をMk.IVに更新した。
- クラコア - 15.2cm砲をMk.IVに更新するとともに、機銃を9挺、4.7cm砲を1門とした。
- コンクエスト - 25.5口径15.2cm砲（BL 6インチ砲Mk.IV）9門と機銃8挺、機砲2門、魚雷発射筺2基を搭載した。

一方、「カリスフォート」「コンスタンス」は兵装の換装を行わなかった。

## 同型艦一覧
| 計画年度 | 艦名                         | 造船所     | 起工          | 進水           | 竣工           | 売却   |
| -------- | ---------------------------- | ---------- | ------------- | -------------- | -------------- | ------ |
| 1876-77  | コーマス HMS Comus           | エルダー   | 1876年8月17日 | 1878年4月3日   | 1879年10月23日 | 1904年 |
| 1876-77  | クラコア HMS Curacoa         | エルダー   | 1876年8月17日 | 1878年4月18日  | 1880年2月24日  | 1904年 |
| 1876-77  | チャンピオン HMS Champion    | エルダー   | 1876年8月17日 | 1878年7月1日   | 1880年8月24日  | 1919年 |
| 1876-77  | クレオパトラ HMS Cleopatra   | エルダー   | 1876年8月17日 | 1878年8月1日   | 1880年8月24日  | 1931年 |
| 1876-77  | カリスフォート HMS Carysfort | エルダー   | 1876年8月17日 | 1878年9月26日  | 1880年9月15日  | 1899年 |
| 1876-77  | コンクエスト HMS Conquest    | エルダー   | 1876年8月17日 | 1878年10月28日 | 1882年10月3日  | 1899年 |
| 1878-79  | コンスタンス HMS Constance   | チャタム   | 1878年9月14日 | 1880年6月9日   | 1882年10月3日  | 1899年 |
| 1879-80  | カナダ HMS Canada            | ポーツマス | 1879年7月7日  | 1881年8月26日  | 1883年5月1日   | 1897年 |
| 1879-80  | コーデリア HMS Cordelia      | ポーツマス | 1879年7月17日 | 1881年10月25日 | 1887年1月25日  | 1904年 |